# Odder Station
Odder Station er en letbanestation og tidligere jernbanestation på Odderbanen i Odder i Danmark. Stationsbygningen er tegnet af Thomas Arboe. I dag er Odder Station endestation, men den var i mange år et jernbaneknudepunkt. 

## Historie
Hads-Ning Herreders Jernbane (HHJ), der gik fra Aarhus Hovedbanegård via Odder til Hov, blev indviet 19. juni 1884. 14. maj 1904 blev Horsens-Odder Jernbane indviet, så Odder blev jernbaneknudepunkt. Denne bane blev nedlagt 31. marts 1967.
21. maj 1977 blev også Odder-Hov-banen nedlagt. Odder blev dermed endestation på Odderbanen. På arealet mellem stationen og Lundevej blev der bygget nyt værksteds- og remiseanlæg for både tog og busser. Det blev taget i brug i juni 1981, hvor kommunen overtog de gamle værkstedsarealer nord for Odder Å.
Odderbanen, der siden 2008 blev drevet af Midtjyske Jernbaner, blev 9. december 2012 slået sammen med Grenaabanen til Aarhus Nærbane, hvor DSB kørte med nye Desiro-tog mellem Grenaa og Odder uden skift på Aarhus H. Togene blev vedligeholdt på HHJ's værksted, der var ombygget til de nye tog. I 2016 lukkede den samlede nærbane for ombygning til letbane. Odderbanen var forventet genåbnet som sådan i begyndelsen af december 2017, hvor Odder ville blive den sydlige endestation for Aarhus Letbane. På grund af manglende sikkerhedsgodkendelse måtte genåbningen imidlertid udsættes på ubestemt tid. Efter en længere proces genåbnede banen så 25. august 2018, efter at den nødvendige godkendelse fra Trafik-, Bygge- og Boligstyrelsen forelå dagen før.

## Galleri
- Aarhus Letbane på Odder Station.
- Letbane.
- Odder Station i 1884
- Odder Station med Y-tog september 2004
- Remise og værksted syd for Odder Station maj 2013
- Odder Station med nærbanetog maj 2013
- Odder Station set fra nord